# Tatiana Chișca
Tatiana Chișca (ur. 19 lipca 1995 w Bielcach) – mołdawska pływaczka, uczestniczka igrzysk w Londynie (2012), a także igrzysk olimpijskich w Rio (2016).

## Życiorys
Na igrzyskach w Londynie wzięła udział w wyścigu na 100 metrów stylem klasycznym. Zajęła w nim odległe, 40. miejsce.
Wzięła również udział w konkurencji 100 metrów stylem klasycznym na igrzyskach w Rio de Janeiro. W eliminacjach zajęła 36. miejsce, uzyskując czas 1:11,37. Wynik ten nie dał jej awansu do fazy półfinałowej.